# Marza
Marza est un village de la commune de Ngaoundéré Ier situé dans le département de la Vina dans la région de l'Adamaoua au Cameroun.

## Population
Lors du recensement de 2005, 283 personnes y ont été dénombrées, dont 150 de sexe masculin et 133 de sexe féminin.